# 3030-as busz
A 3030-es jelzésű autóbuszvonal helyközi autóbuszjárat Salgótarján és Mátranovák valamint Mátraterenye (Nádújfalu) között, melyet a Volánbusz Zrt.üzemeltet.

## Közlekedése
A járat Salgótarjánt és Mátranovákot valamint Mátraterenye (Nádújfalut) köti össze. Egyes járatok betérnek Bárnára is. Útvonalának hossza Salgótarján és  Mátranovák valamint Mátraterenye között egyaránt 21,9 km, bárnai betérés nélkül. A menetidő Mátranovákig 35-40 perc, Mátraterenye (Nádújfaluig) 35-50 perc. Salgótarján és Mátraterenye (Nádújfalu) között Bárnára történő betéréssel az útvonal hossza 40,3  km, menetideje 1 óra 5 perc, Mátranovákig az útvonal hossza 32,7  km, menetideje 55 perc.
Az iskolai előadási napokon közlekedő 14-es számú járat és az 50-es számú járat Mátraterenye illetve Salgótarján felé nem tér be Mátranovákra.

## Megállóhelyei
| 3030 (Salgótarján – Mátranovák – Mátraterenye (Nádújfalu)) | 3030 (Salgótarján – Mátranovák – Mátraterenye (Nádújfalu)) | 3030 (Salgótarján – Mátranovák – Mátraterenye (Nádújfalu)) | 3030 (Salgótarján – Mátranovák – Mátraterenye (Nádújfalu)) | 3030 (Salgótarján – Mátranovák – Mátraterenye (Nádújfalu)) | 3030 (Salgótarján – Mátranovák – Mátraterenye (Nádújfalu)) | 3030 (Salgótarján – Mátranovák – Mátraterenye (Nádújfalu)) | 3030 (Salgótarján – Mátranovák – Mátraterenye (Nádújfalu)) |
| Sorszám (↓)                                                | Sorszám (↓)                                                | Sorszám (↓)                                                | Megállóhely                                                | Sorszám (↑)                                                | Sorszám (↑)                                                | Sorszám (↑)                                                | Átszállási kapcsolatok |
| ---------------------------------------------------------- | ---------------------------------------------------------- | ---------------------------------------------------------- | ---------------------------------------------------------- | ---------------------------------------------------------- | ---------------------------------------------------------- | ---------------------------------------------------------- | --- |
| 0                                                          | 0                                                          | 0                                                          | Salgótarján, autóbusz-állomás végállomás                   | 42                                                         | 30                                                         | 22                                                         | 1, 2A, 2T, 3C, 5, 6, 7, 7A, 7B, 7C, 8, 9, 11, 11A, 11B, 11Y, 13, 14, 19, 27A, 36, 46, 58, 63, 63S 1010, 1012, 1020, 1021, 1301, 1305, 1347, 1349, 1351, 1352, 1354, 1384, 1447, 1448 3015, 3022, 3024, 3034, 3044, 3045, 3051, 3052, 3055, 3056, 3058, 3060, 3061, 3062, 3064, 3065, 3066, 3067, 3070, 3072, 3075, 3080, 3081, 3082, 3084, 3090, 3092, 3093, 3094 személyvonat |
| 1                                                          | 1                                                          | 1                                                          | Salgótarján, Salgó út                                      | 41                                                         | 29                                                         | 21                                                         | 1, 11, 13, 14, 61 1347, 1349, 1352 3015, 3022, 3024, 3034 |
| 2                                                          | 2                                                          | 2                                                          | Salgótarján, Kohász Művelődési Központ                     | 40                                                         | 28                                                         | 20                                                         | 1, 11, 13, 14, 61 1347, 1349, 1352 3015, 3022, 3024, 3034 |
| 3                                                          | 3                                                          | 3                                                          | Salgótarján, Salgói kapu                                   | 39                                                         | 27                                                         | 19                                                         | 1, 11, 13, 14, 61 3015, 3022, 3024, 3034 |
| 4                                                          | 4                                                          | 4                                                          | Salgótarján, Újtemető                                      | 38                                                         | 26                                                         | 18                                                         | 1, 11, 13, 14, 61 3015, 3022, 3024, 3034 |
| 5                                                          | 5                                                          | 5                                                          | Salgótarján, Pintértelep                                   | 37                                                         | 25                                                         | 17                                                         | 1, 11, 13, 14, 61 1347, 1349, 1352 3015, 3022, 3024, 3034 |
| 6                                                          | 6                                                          | 6                                                          | Salgótarján, Ötvözetgyár                                   | 36                                                         | 24                                                         | 16                                                         | 1347, 1349, 1352 3024, 3034 |
| 7                                                          | 7                                                          | 7                                                          | Salgótarján, Vasipari Kutatóintézet                        | 35                                                         | 23                                                         | 15                                                         | 1347, 1349, 1352 3024, 3034 |
| 8                                                          | 8                                                          | 8                                                          | Kazár, Inászó bányai elágazás                              | 34                                                         | 22                                                         | 14                                                         | 1347, 1349, 1352 3024, 3034 |
| 9                                                          | 9                                                          | 9                                                          | Bárnai elágazás                                            | 33                                                         | 21                                                         | 13                                                         | 1347, 1349, 1352 3024, 3026, 3034 |
| ∫                                                          | ∫                                                          | 10                                                         | Bárna, Perestető                                           | 32                                                         | ∫                                                          | ∫                                                          | 3024, 3026, 3034 |
| ∫                                                          | ∫                                                          | 11                                                         | Bárna, Tó út                                               | 31                                                         | ∫                                                          | ∫                                                          | 3024, 3026, 3034 |
| ∫                                                          | ∫                                                          | 12                                                         | Bárna, garázs                                              | 30                                                         | ∫                                                          | ∫                                                          | 3024, 3026, 3034 |
| ∫                                                          | ∫                                                          | 13                                                         | Bárna, bolt                                                | 29                                                         | ∫                                                          | ∫                                                          | 3024, 3026, 3034 |
| ∫                                                          | ∫                                                          | 14                                                         | Bárna, major                                               | 28                                                         | ∫                                                          | ∫                                                          | 3024, 3026, 3034 |
| ∫                                                          | ∫                                                          | 15                                                         | Bárna, autóbusz-forduló                                    | 27                                                         | ∫                                                          | ∫                                                          | 3024, 3026, 3034 |
| ∫                                                          | ∫                                                          | 16                                                         | Bárna, major                                               | 26                                                         | ∫                                                          | ∫                                                          | 3024, 3026, 3034 |
| ∫                                                          | ∫                                                          | 17                                                         | Bárna, bolt                                                | 25                                                         | ∫                                                          | ∫                                                          | 3024, 3026, 3034 |
| ∫                                                          | ∫                                                          | 18                                                         | Bárna, garázs                                              | 24                                                         | ∫                                                          | ∫                                                          | 3024, 3026, 3034 |
| ∫                                                          | ∫                                                          | 19                                                         | Bárna, Tó út                                               | 23                                                         | ∫                                                          | ∫                                                          | 3024, 3026, 3034 |
| ∫                                                          | ∫                                                          | 20                                                         | Bárna, Perestető                                           | 22                                                         | ∫                                                          | ∫                                                          | 3024, 3026, 3034 |
| 9                                                          | 9                                                          | 21                                                         | Bárnai elágazás                                            | 21                                                         | 21                                                         | 13                                                         | 1347, 1349, 1352 3024, 3026, 3034 |
| 10                                                         | 10                                                         | 22                                                         | Mátraszele, Gábor-völgy                                    | 20                                                         | 20                                                         | 12                                                         | 1347, 1349, 1352 3026, 3034 |
| 11                                                         | 11                                                         | 23                                                         | Mátraszele, községháza                                     | 19                                                         | 19                                                         | 11                                                         | 1347, 1349, 1352 3026, 3034, 3045, 3108 |
| 12                                                         | 12                                                         | 24                                                         | Mátraszele, újtelep                                        | 18                                                         | 18                                                         | 10                                                         | 1347, 1349, 1352 3026, 3034, 3045, 3108 |
| 13                                                         | 13                                                         | 25                                                         | Mátraterenye, kisteleki elágazás                           | 17                                                         | 17                                                         | 9                                                          | 1347, 1349, 1352 3034, 3108 |
| 14                                                         | 14                                                         | 26                                                         | Mátraterenye (Jánosakna), megállóhely                      | 16                                                         | 16                                                         | 8                                                          | 1347, 1349, 1352 3034, 3056, 3108, 3156 |
| 15                                                         | 15                                                         | 27                                                         | Mátraterenye (Homokterenye), Kossuth út                    | 15                                                         | 15                                                         | 7                                                          | 1347, 1349, 1352 3034, 3056, 3108, 3156 |
| 16                                                         | 16                                                         | 28                                                         | Mátraterenye (Homokterenye), Kossuth út 76.                | 14                                                         | 14                                                         | 6                                                          | 1347, 1349, 1352 3034, 3056, 3108, 3156 |
| 17                                                         | 17                                                         | 29                                                         | Mátraterenye (Homokterenye), iskola                        | 13                                                         | 13                                                         | 5                                                          | 1347, 1349, 1352 3034, 3056, 3108, 3156 |
| ∫                                                          | 18                                                         | 30                                                         | Mátranováki elágazás                                       | 12                                                         | 12                                                         | 4                                                          | 1347, 1349, 1352 3034, 3056, 3136, 3156 |
| ∫                                                          | 19                                                         | 31                                                         | Mátranovák, posta                                          | 11                                                         | 11                                                         | 3                                                          | 1347, 1349, 1352 3034, 3056, 3108, 3136, 3156 |
| ∫                                                          | 20                                                         | 32                                                         | Mátranovák, Bombardier                                     | 10                                                         | 10                                                         | 2                                                          | 1347, 1349, 1352 3034, 3056, 3108, 3136, 3156 |
| ∫                                                          | 21                                                         | 33                                                         | Mátranovák, Bányatelep                                     | 9                                                          | 9                                                          | 1                                                          | 1347, 1349, 1352 3034, 3056, 3108, 3136, 3156 |
| ∫                                                          | 22                                                         | 34                                                         | Mátranovák, faluközpont végállomás                         | 8                                                          | 8                                                          | 0                                                          | 1347, 1349, 1352 3034, 3056, 3108, 3136, 3156 |
| ∫                                                          | 23                                                         | 35                                                         | Mátranovák, Bányatelep                                     | 7                                                          | 7                                                          |                                                            | 1347, 1349, 1352 3034, 3056, 3108, 3136, 3156 |
| ∫                                                          | 24                                                         | 36                                                         | Mátranovák, Bombardier                                     | 6                                                          | 6                                                          |                                                            | 1347, 1349, 1352 3034, 3056, 3108, 3136, 3156 |
| ∫                                                          | 25                                                         | 37                                                         | Mátranovák, posta                                          | 5                                                          | 5                                                          |                                                            | 1347, 1349, 1352 3034, 3056, 3108, 3136, 3156 |
| ∫                                                          | 26                                                         | 38                                                         | Mátranováki elágazás                                       | 4                                                          | 4                                                          |                                                            | 1347, 1349, 1352 3034, 3056, 3136, 3156 |
| 18                                                         | 27                                                         | 39                                                         | Mátraterenye, Szent Borbála park                           | 3                                                          | 3                                                          |                                                            | 1347, 1349, 1352 3034, 3056, 3136, 3156 |
| 19                                                         | 28                                                         | 40                                                         | Mátraterenye, Kossuth út 250.                              | 2                                                          | 2                                                          |                                                            | 1347, 1349, 1352 3034, 3136 |
| 20                                                         | 29                                                         | 41                                                         | Mátraterenye (Nádújfalu), posta                            | 1                                                          | 1                                                          |                                                            | 1347, 1349, 1352 3034, 3056, 3136, 3156 |
| 21                                                         | 30                                                         | 42                                                         | Mátraterenye (Nádújfalu), autóbusz-forduló végállomás      | 0                                                          | 0                                                          |                                                            | |